# 沖縄キリスト教福音
沖縄キリスト福音センター（美浜教会）は、仲原正夫によって提唱された沖縄独特のキリスト教信仰のあり方。沖縄のユタ信仰のキリスト教的解釈とも言える。霊肉二元論の影響を強く受けていると見られ、現世的なものを極端に否定する傾向がある。「この世で起こる現象は全て霊の世界に原因があり、問題は全て祈ることによって完全に解決される」との教えに立ったために、たとえ病気になっても、病院や薬などの現代医療に頼ることは不信仰なことであり、祈ることによってのみ解決すべきだとの考えが、信徒に植え付けられ、重篤な状態まで悪化する事例が多発した。「悪霊の働き」を強調する。プロテスタントの流れに分類されることが多い。
ハーベスト・タイムの中川健一師がこの教会に招かれ、教会の問題点を指摘した。また「アエラ」2008年7月28日号で記事として取り上げられ、そのカルト性が指摘された。。

## 教義
- 聖霊のバプテスマ
- 洗礼
- 聖餐
- 異言
- カルト